# بيتر بيرو
بيتر بيرو (بالمجرية: Bíró Péter)‏ هو لاعب كرة قدم مجري، ولد في 20 سبتمبر 1985 في دبرتسن في المجر. لعب مع نادي دبرتسني.

## وصلات خارجية
- بيتر بيرو على موقع قاعدة بيانات كرة القدم.إي يو (الإنجليزية)
- بيتر بيرو على موقع Soccerway.com (الإنجليزية)